# Casa al carrer del Riu, 25 (el Lloar)
La Casa al carrer del Riu, 25 és una obra del Lloar (Priorat) inclosa a l'Inventari del Patrimoni Arquitectònic de Catalunya.

## Descripció
Edifici de planta baixa i dos pisos amb quatre balcons a la façana i galeria a la part de darrere amb arcs sobreaixecats d' inspiració islàmica, bastits amb obra vista. La façana és arrebossada i compta amb ornamentacions a la part alta dels balcons, emmarcades per unes motllures que en ressegueixen la forma. Corona l'edifici una balustrada massissa.

## Història
La construcció de la casa podria datar d'anys anteriors a la fil·loxera. Actualment es troba desocupada.